# Prêmio Welker
O Prêmio Welker (em inglês:  Welker Award) é um prêmio concedido desde 1976 pelo International Symposium on Compound Semiconductors na área de heterojunção de semicondutores das famílias III e V. É denominado em memória de Heinrich Welker. Em 1982 a Siemens AG concedeu a Medalha de Ouro Heinrich Welker, que foi unida com o prêmio do Compound Semiconductor Symposium.

## Recipientes
- 1976 Nick Holonyak
- 1978 Cyril Hilsum
- 1980 Hisayoshi Yanai
- 1981 Gerald Pearson
- 1982 Herbert Kroemer
- 1984 Hayashi Izuo
- 1985 Heinz Beneking
- 1986 Alfred Yi Cho
- 1987 Zhores Alferov
- 1988 Jerry M. Woodall
- 1989 Don W. Shaw
- 1990 Greg Stillman
- 1991 Lester F. Eastman
- 1992 Harry C. Gatos
- 1993 James Turner
- 1994 Federico Capasso
- 1995 Isamu Akasaki
- 1996 Ben G. Streetman
- 1997 M. George Craford
- 1998 Takashi Mimura
- 1999 Claude Weisbuch
- 2000 James S. Harris
- 2001 Karl Hess
- 2002 Hiroyuki Sakaki
- 2003 Klaus Ploog
- 2004 James J. Coleman
- 2005 Hans Melchior
- 2006 Marc Ilegems
- 2007 Kenichi Iga
- 2008 Günter Weimann
- 2009 Daniel Dapkus
- 2010 Pallab Bhattacharya
- 2011 Yasuhiko Arakawa
- 2012 Umesh Mishra
- 2013 Thom Foxon
- 2014 Gérald Bastard
- 2015 Dieter Bimberg
- 2016 Joe C. Campbell